# Rosalba Grottesi
Rosalba Grottesi (Roma, 23 dicembre 1946) è un'attrice italiana che è stata attiva dagli anni sessanta fino agli anni ottanta.

## Biografia
Nota soprattutto per le sue interpretazioni in fotoromanzi, lavorava per la Lancio, interpretando spesso parti di donna enigmatica e ruoli di antagonista che riusciva ad interpretare con la dovuta freddezza d'espressione, ma in maniera sempre accattivante. Raggiunse la massima popolarità alla fine degli anni sessanta e all'inizio degli anni settanta.
Si è affermata nel cinema come interprete non protagonista in film di prestigio, lavorando tra l'altro con Eduardo De Filippo in Spara forte, più forte... non capisco!.
Nel 1987 ha pubblicato un romanzo (Il Vagabondo), per il quale ha vinto il premio I giardini della Solforata.

## Filmografia
- Dolci inganni, regia di Alberto Lattuada (1960)
- Cleopatra, regia di Joseph L. Mankiewicz (1963)
- Notti nude, regia di Ettore Fecchi (1963)
- Panic Button... Operazione fisco! (Panic Button), regia di George Sherman e Giuliano Carnimeo (1964)
- Le sedicenni (1965)
- Spara forte, più forte... non capisco!, regia di Eduardo De Filippo (1966)
- El asesinato de Julio César - Cortometraggio (1972)
- Manone il ladrone (1974)
- L'unica legge in cui credo, regia di Claudio Giorgi (1976)
- Amarsi un po'..., regia di Carlo Vanzina (1984)

## Pubblicazioni
- Rosalba Grottesi, Il Vagabondo, Beta, 1987